# Telemixlift

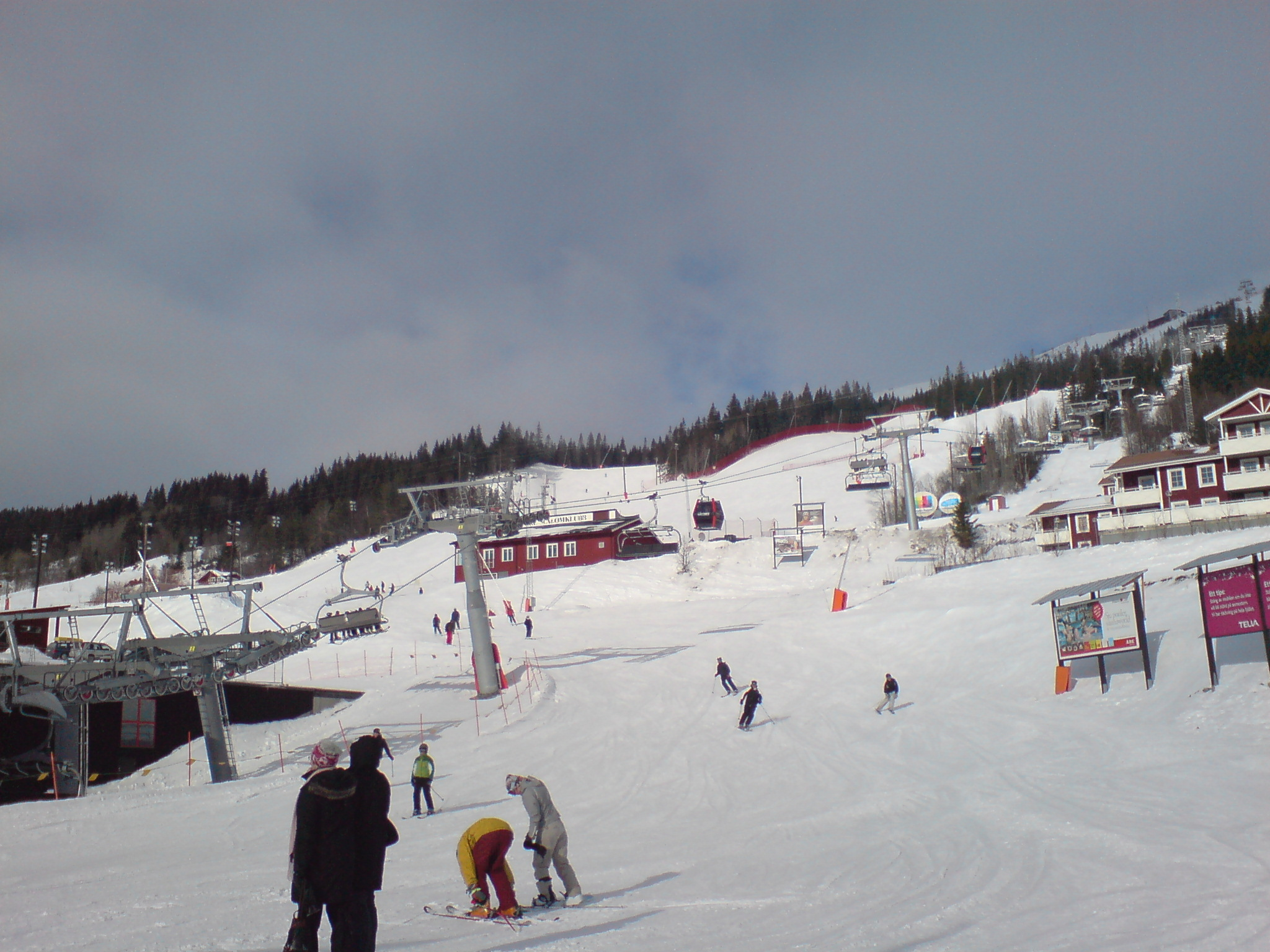
VM8:an i Åre blev både Sveriges första och var i fyra år, sett till enhetskapacitet, världens största telemixlift.

Telemixlift, även kallad hybridlift, är en typ av skidlift som är blandad med såväl gondoler som stolar (vanligen är var fjärde eller femte enhet en gondol, och resten stolar). Inom skidområden är detta en relativt ny linbanetyp som populariserats först efter 2002 (även om det innan detta hade tillverkats tre sådana linbanetyper runtom i världen; 1964 i Turkiet, 1986 i Australien och 1995 i USA), och den franska lifttillverkaren Poma var först med att benämna linbanetypen som telemix. Driftmässigt fungerar liften som kopplingsbar stollift/gondolbana, vilken saktar in vid stationerna men har hög vajerhastighet. 
Lifttypen gör praktiskt taget att nybörjare, barn och personer utan skidor enkelt och säkert kan åka med gondolerna, medan skidåkare inte behöver ta av sig skidorna genom att använda stolarna. För säker på- och avstigning har stationerna separata på- och avstigsplatser för gondoler och stolar. 
Den första telemixliften i Sverige blev VM8:an i Åre, byggd år 2006, vilken också blev världens första telemixlift med den stora kapaciteten åtta personer i både stolar och gondoler. 2010 byggdes världens första 8/10-sitsiga telemix (8-stol och 10-gondol) i Mayrhofen, Österrike, som därmed blev störst exemplar. Dess stolar är dessutom utrustade med vindskyddshuvar. 2017 byggdes en 6/8-sitsig telemixlift i Hemavan.